# Grande Loge de l'Alliance maçonnique française
La Grande Loge de l'Alliance maçonnique française (GL-AMF) est une obédience maçonnique française, née d'une scission de la Grande Loge nationale française (GLNF), constituée en avril 2012.

## Historique
L'obédience naît d'une scission de la Grande Loge nationale française à l'issue d'une crise profonde avec le grand maitre François Stifani initiée par Alain Juillet ; elle compte 5 000 membres en mai 2012. Elle avait notamment pour but de restaurer le lien avec les loges régulières, notamment la Grande Loge unie d'Angleterre (GLUA) après que 34 grandes loges étrangères ont pris la décision de suspendre leur « reconnaissance » à la GLNF en 2011 et 2012. Cependant, le 11 juin 2014, la Grande Loge unie d'Angleterre annonce la restitution de sa reconnaissance à la GLNF.
Au 31 décembre 2015, la GL-AMF compte 14 857 Frères dans 747 Loges.
Elle signe des accords ou traités d'amitié permettant notamment les inter-visites avec la Grande Loge de France, la Grande Loge écossaise réformée et rectifiée d'Occitanie (GLERRO) et la Grande Loge traditionnelle et symbolique Opéra.
En octobre 2016, le grand-maître présidant à l'obédience annonce sa démission à la suite de difficultés pour mettre en œuvre les décisions du congrès et en invoquant l'obstruction d'une juridiction de hauts grades à sa gestion. Il est remplacé selon les statuts de l'obédience par Dominique Moreau.
En septembre 2018, elle inaugure de nouveaux locaux dont elle est propriétaire. L'installation se fait après l’acquisition et la rénovation d'un bâtiment de 1 000 m2 qui rassemble huit temples sur deux étages pouvant accueillir de 20 à 50 personnes. L'espace comprend aussi deux salles de réunions et des bureaux administratifs. En 2018, une cinquantaine de loges maçonniques se rassemble dans ces locaux, représentant environ 1 500 membres. À l'occasion de cette inauguration en présence de dignitaires d'obédiences amies, le grand-maître Jean-René Dalle, a rappelé le positionnement de la GL-AMF dans le courant de la franc-maçonnerie française de tradition spirituelle en revendiquant 15 000 membres répartis dans 700 loges. Elle diffuse à partir de 2018, une revue trimestrielle de recherche, Les Cahiers de L’Alliance dont la vocation est de traiter la pensée maçonnique et de sa tradition spirituelle dans la pratique contemporaine de la franc-maçonnerie spiritualiste.
En 2021, dans l'affaire des barbouzes de la DGSE, plusieurs membres de la loge « Athanor » de Puteaux sont mis en examen et la loge est dissoute,.

## Publications
Depuis 2014, la Grande Loge de l'Alliance maçonnique française publie une revue intitulée Les Cahiers de L'Alliance. Cette publication semestrielle (ou annuelle selon les périodes) se veut un outil de réflexion, de formation et de diffusion de la pensée maçonnique.
Les Cahiers de l’Alliance accueillent des articles écrits par des membres de l’obédience ou extérieurs, traitant de sujets historiques, symboliques, philosophiques ou rituels. Chaque numéro est souvent centré sur un thème précis et peut inclure des études approfondies sur les rituels ou l’histoire maçonnique.

## Dirigeants
La GL-AMF est dirigée par un grand-maître.
- 2012-2015, Alain Juillet
- 2015-2016, Claude Beau
- 2016-2018 Dominique Moreau
- 2018-2020, Jean-René Dalle[10]
- 2020-2023, Fred Picavet[11]
- Depuis 2024, Pierre Lucet

## Rites pratiqués
Les loges de la GL-AMF pratiquent les rites suivants :
- Rite écossais ancien et accepté ;
- Rite français ;
- Rite écossais rectifié ;
- Rite émulation ;
- Rite standard d'Écosse ;
- Rite d'York ;
- Rites maçonniques égyptiens de Memphis-Misraïm.

## Fonctionnement
La GL-AMF regroupe au sein d'une même entité des loges libres qui ont leur propre statut juridique. Au sein de la GL-AMF chaque rite est administré par une « Maison du rite » dont le responsable est « assistant » du Grand maître de la GL-AMF.
Les membres de la GL-AMF qui sont tous les membres des loges affiliées à la GL-AMF se réunissent une fois par an en convent et en assemblée générale. Il n'y a pas de structures régionales intermédiaires entre les loges affiliées et la GL-AMF.